# Peterson (Iowa)
Peterson es una ciudad ubicada en el condado de Clay en el estado estadounidense de Iowa. En el Censo de 2010 tenía una población de 334 habitantes y una densidad poblacional de 418,7 personas por km².

## Geografía
Peterson se encuentra ubicada en las coordenadas 42°55′6″N 95°20′30″O / 42.91833, -95.34167. Según la Oficina del Censo de los Estados Unidos, Peterson tiene una superficie total de 0.8 km², de la cual 0.8 km² corresponden a tierra firme y (0%) 0 km² es agua.

## Demografía
Según el censo de 2010, había 334 personas residiendo en Peterson. La densidad de población era de 418,7 hab./km². De los 334 habitantes, Peterson estaba compuesto por el 99.4% blancos, el 0% eran afroamericanos, el 0% eran amerindios, el 0% eran asiáticos, el 0% eran isleños del Pacífico, el 0% eran de otras razas y el 0.6% pertenecían a dos o más razas. Del total de la población el 2.1% eran hispanos o latinos de cualquier raza.